# Microweisea ovalis
Microweisea ovalis is een keversoort uit de familie lieveheersbeestjes (Coccinellidae). De wetenschappelijke naam van de soort is voor het eerst geldig gepubliceerd in 1878 door John Lawrence LeConte.